# Fiscal (Aragó)
Fiscal és una localitat de la província d'Osca, situada a 768 metres d'altitud, al costat del vall del riu Ara i a la comarca del Sobrarb, a 72 km d'Osca i amb una població, el 2005, de 282 habitants. A nivell monumental hi destaquen l'església parroquial, una ermita d'estil gòtic, l'ermita de San Salvador, la Torre de Fiscal i el Batán de Lacort. També són notables la Pena Cancias: 1.920 m.; la Vall de la Solana, la Cova del Sant Vell, amb pintures rupestres. i un gran bloc de gres amb una figura humana gravada, un cap de cèrvid de difícil datació i un quadrúpede indeterminat. Hi ha una torre medieval a l'entrada del nucli urbà. L'església conserva detalls gòtics. Destaquen les ermites de San Salvador i San Miguel.

## Entitats de població
Al voltant de Fiscal hi ha una sèrie de llogarets, molts abandonats, que figuren com a barris del mateix poble: Berroy, Lardiés, Borrosal, Sant Juste, Arresa, Burgasé, Borrastre, Muro i Sasé.
* Albella. Poble situat a 797 metres d'altitud. La seua població era de 14 habitants l'any 1991. Al llogaret es troba l'ermita d'estil romànic de Sant Urbez, del segle XII, amb una talla de fusta romànica i retaules barrocs.
- Arresa. El nucli està situat a 781 metres d'altitud. L'any 1991 tenia 13 habitants.[3]
- Borrastre. El llogaret actualment està despoblat. El nom de Borrastre ve del barranc del riu Ara,[4] que baixa des de la serra de Canciás (divisòria d'aigües entre els rius Gàllego i Ara),[5] la ribera de Fiscal. Està situat a 799 metres d'altitud.[6]
- Jánovas és un despoblat del municipi situat a la riba del riu Ara. Tenia 19 habitants el 1980.[7][8]
- Javierre. Llogaret de la vall de Broto situat a 738 metres d'altitud. Tenia 17 habitants l'any 1991. L'Església conserva fragments d'estil romànic. El conjunt urbà és molt pintoresc, amb arcs als carrers i portals adovellats. Als edificis, hi ha en tots els casos la típica xemeneia aragonesa.[9]
- Lacort.[1]
- Lardiés. Poble situat a 896 metres d'altitud. La seua població era de 3 habitants l'any 1991.[10]
- Ligüerre d'Ara. Antigament havia format amb Jánovas i Albella un municipi, abans que arribés la despoblació. El nucli pintoresc de la vall de Broto està situat a 781 metres d'altitud.[11]
- Planillo. El nucli està situat a 864 metres d'altitud. La seua població era de 9 habitants l'any 1991. Era un llogaret d'Albella i Jánovas, junt a Ligüerre d'Ara.[12]
- San Felices d'Ara. Llogaret de la situat a 864 metres d'altitud. També formava part de l'antic terme de Jánovas i Albella.[13]
- San Juste. L'any 1991 tenia 4 habitants. Està situat a 797 metres d'altitud.[14]
- San Martín de Solana. Despoblat situat a la Solana del terme.[15]
- Santa Olaria d'Ara. Antigament formava part de l'antic terme de Jánovas i Albella. El nucli està situat a 864 metres d'altitud. L'any 1991 tenia 4 habitants.[16]

## Evolució demogràfica
| 1900 | 1910 | 1920 | 1930 | 1940 | 1950 | 1960 | 1970 | 1981 | 1991 | 1996 | 2004 |
| ---- | ---- | ---- | ---- | ---- | ---- | ---- | ---- | ---- | ---- | ---- | ---- |
| 598  | 614  | 585  | 523  | 447  | 452  | 404  | 270  | 329  | 249  | 244  | 282  |

## Imatges del municipi

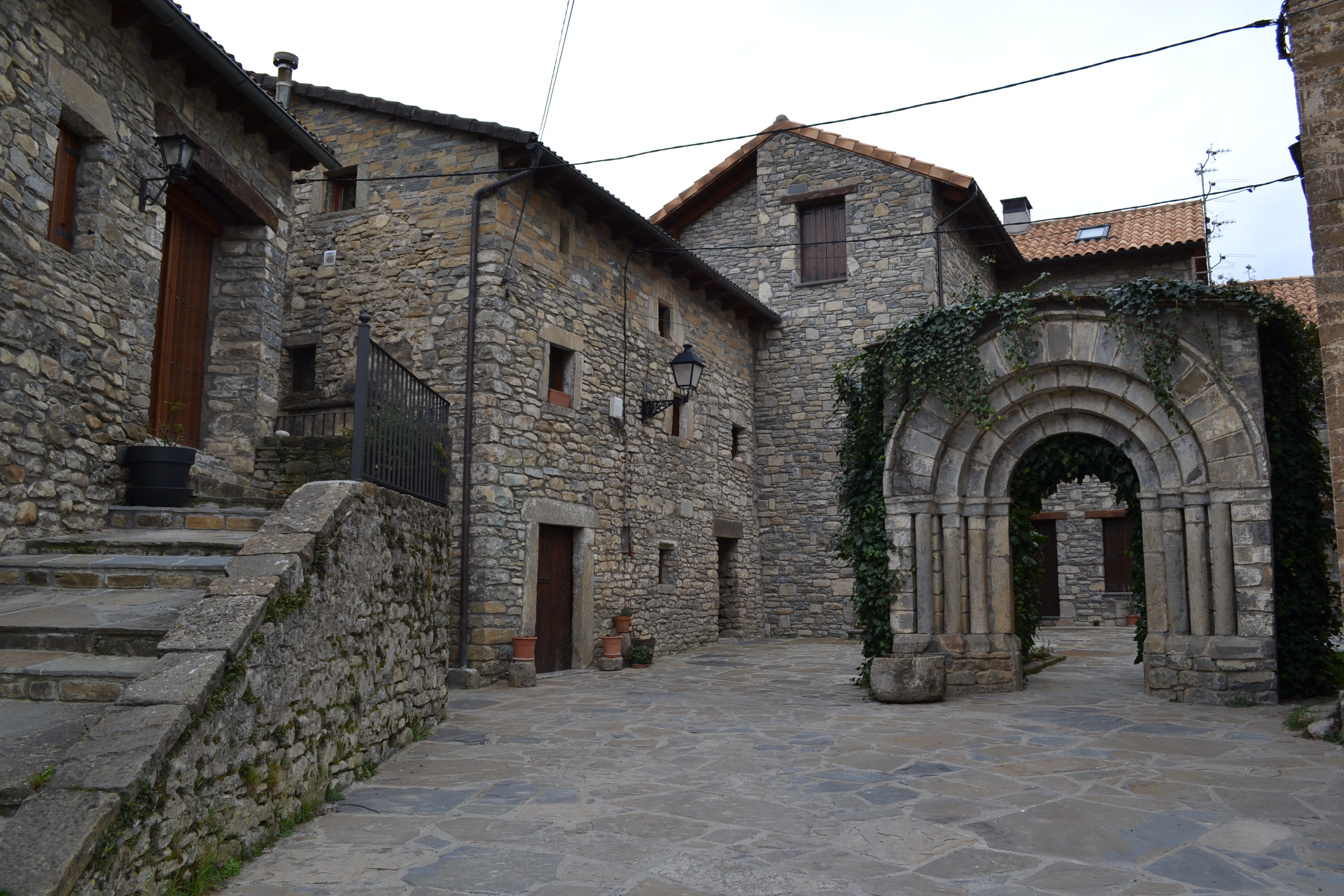
Arc romànic a Fiscal
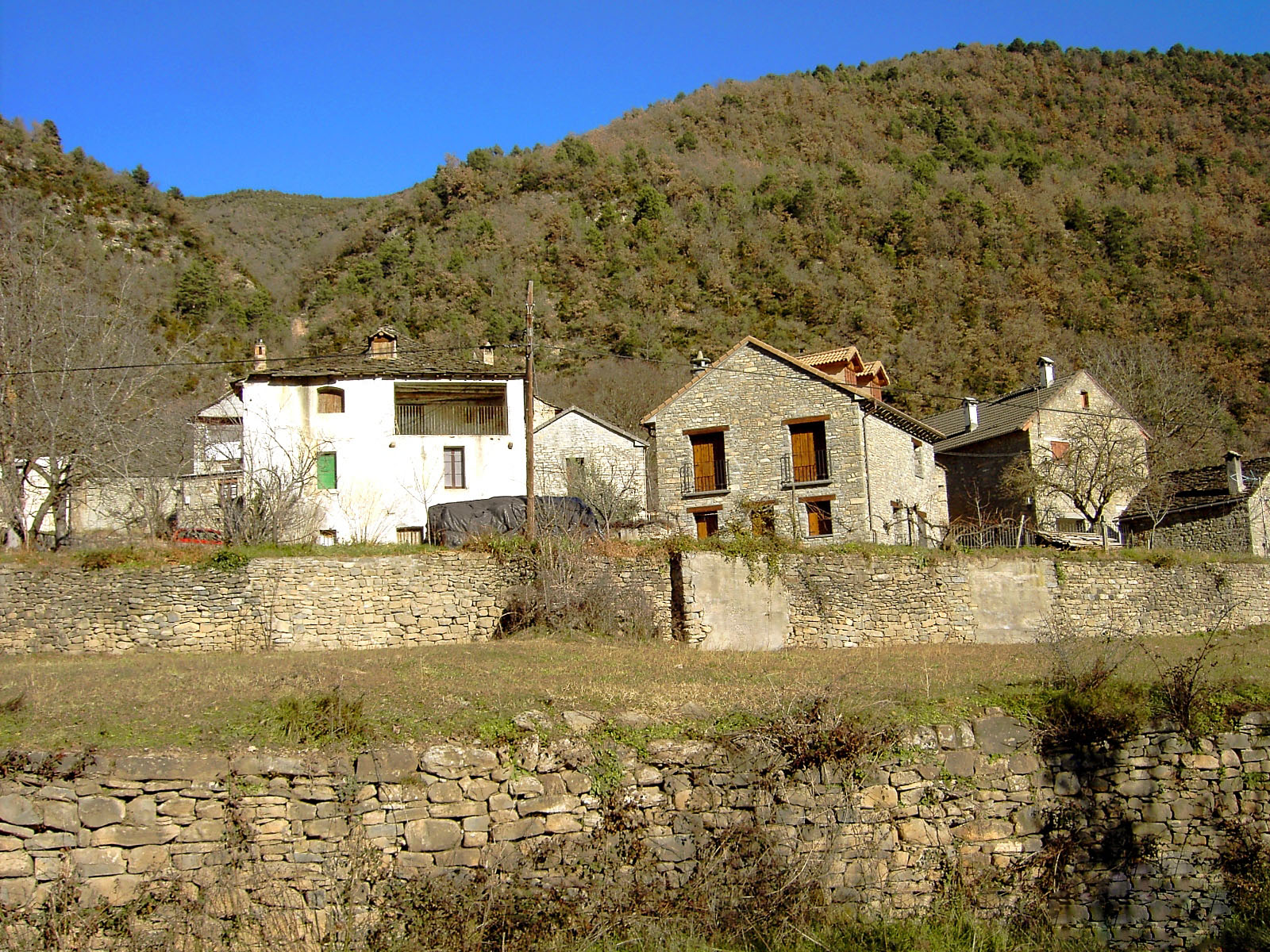
Arresa
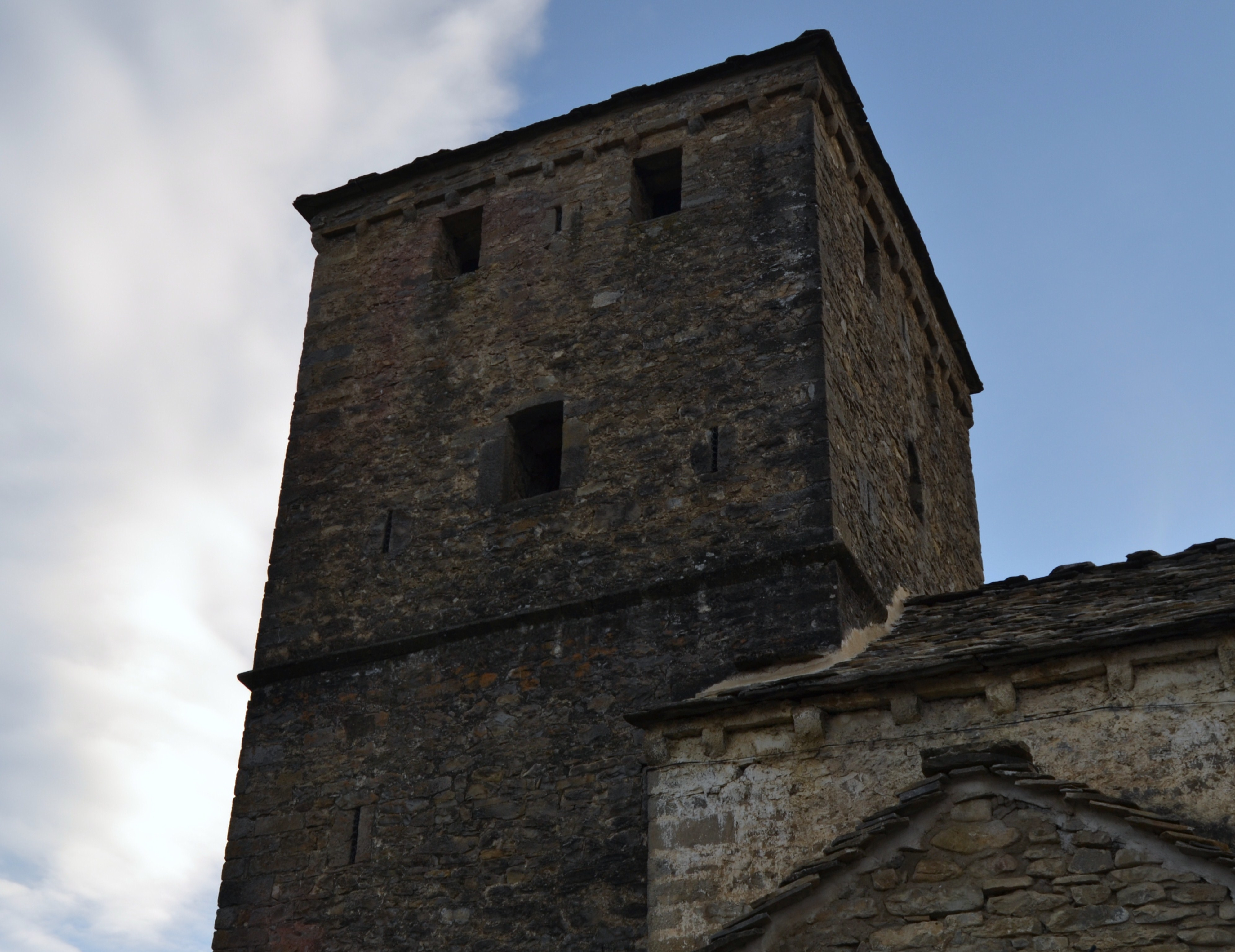
Campanar de l'església de sant Bartomeu de Borrastre
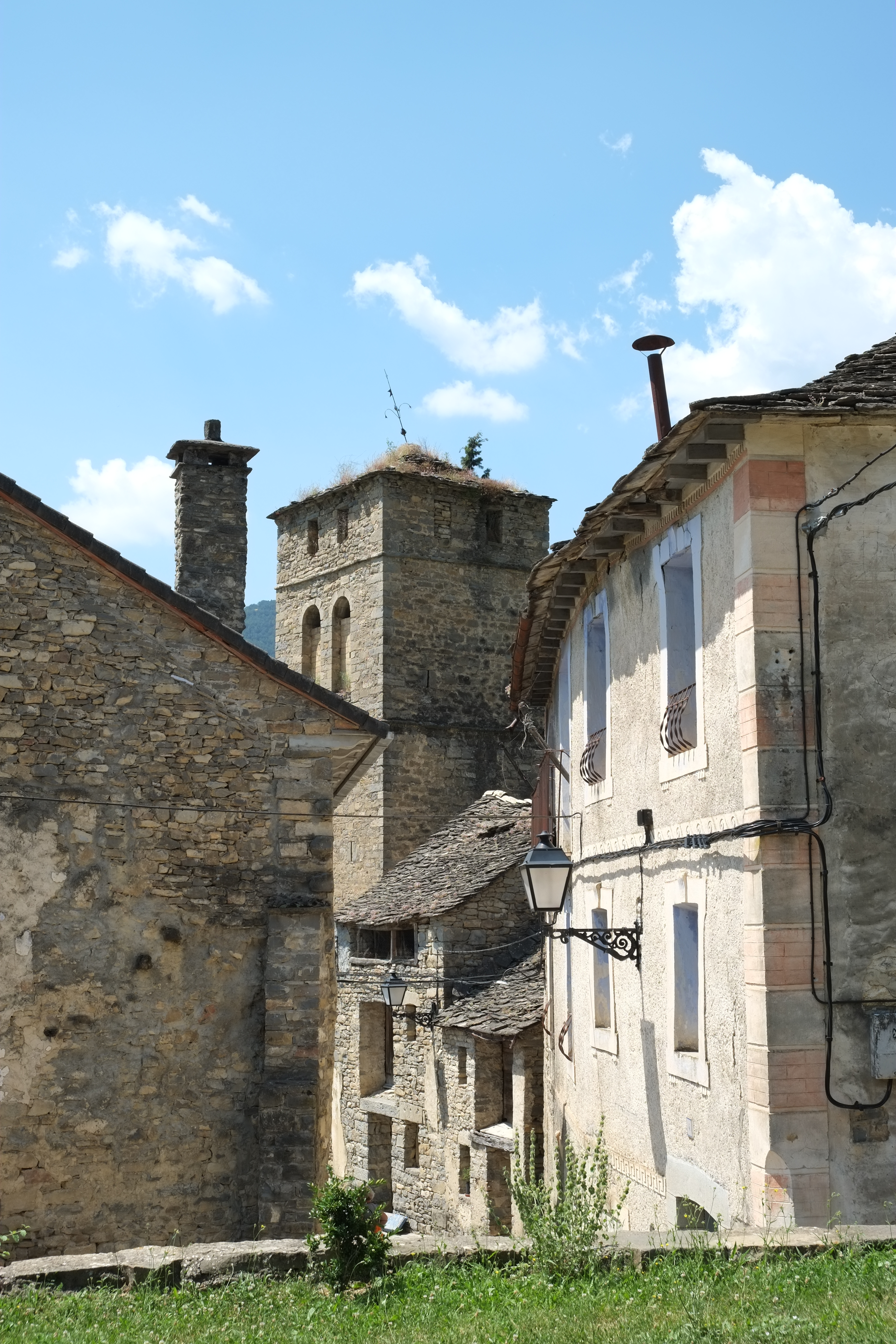
Javierre d'Ara
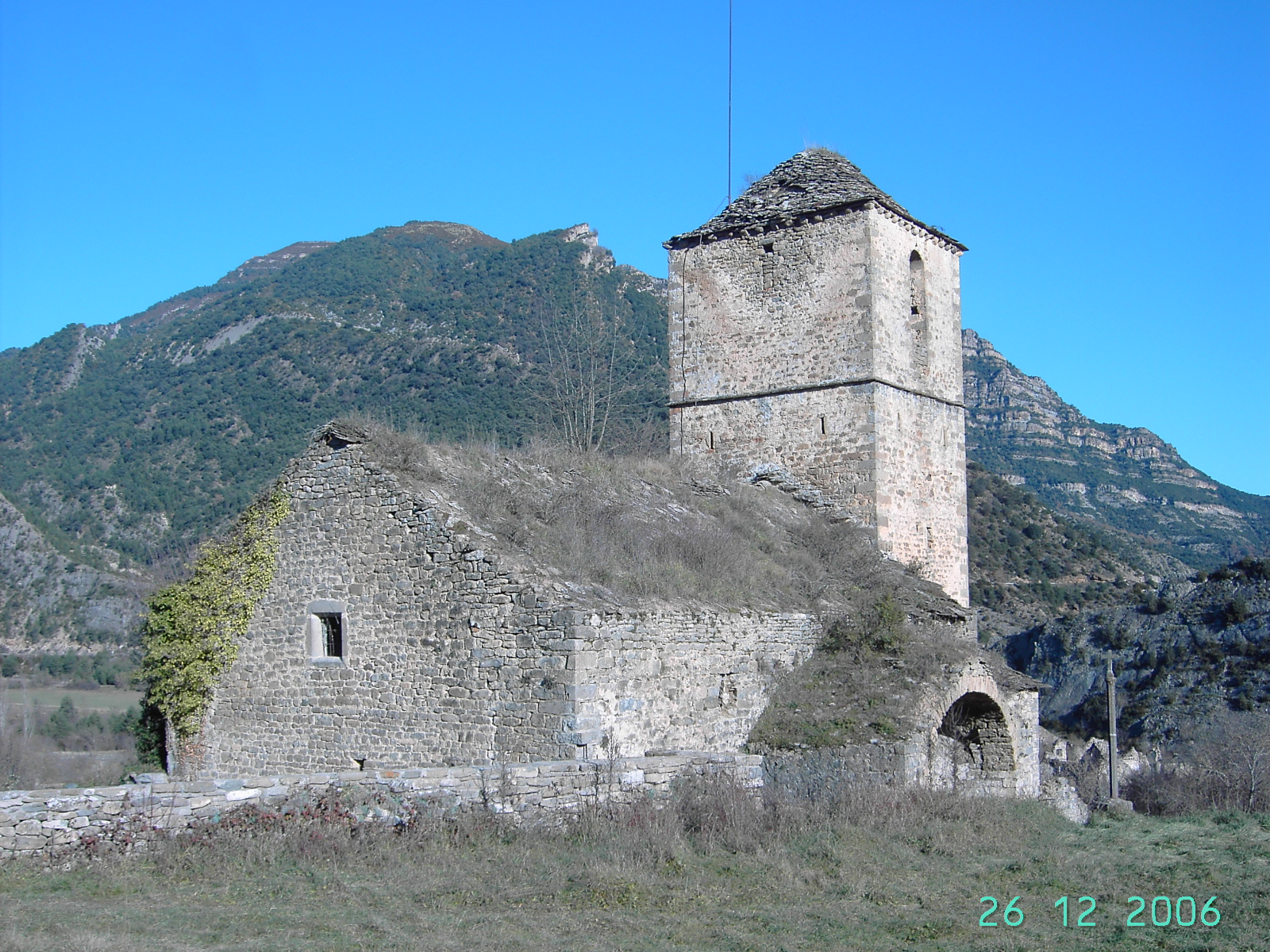
Jánovas
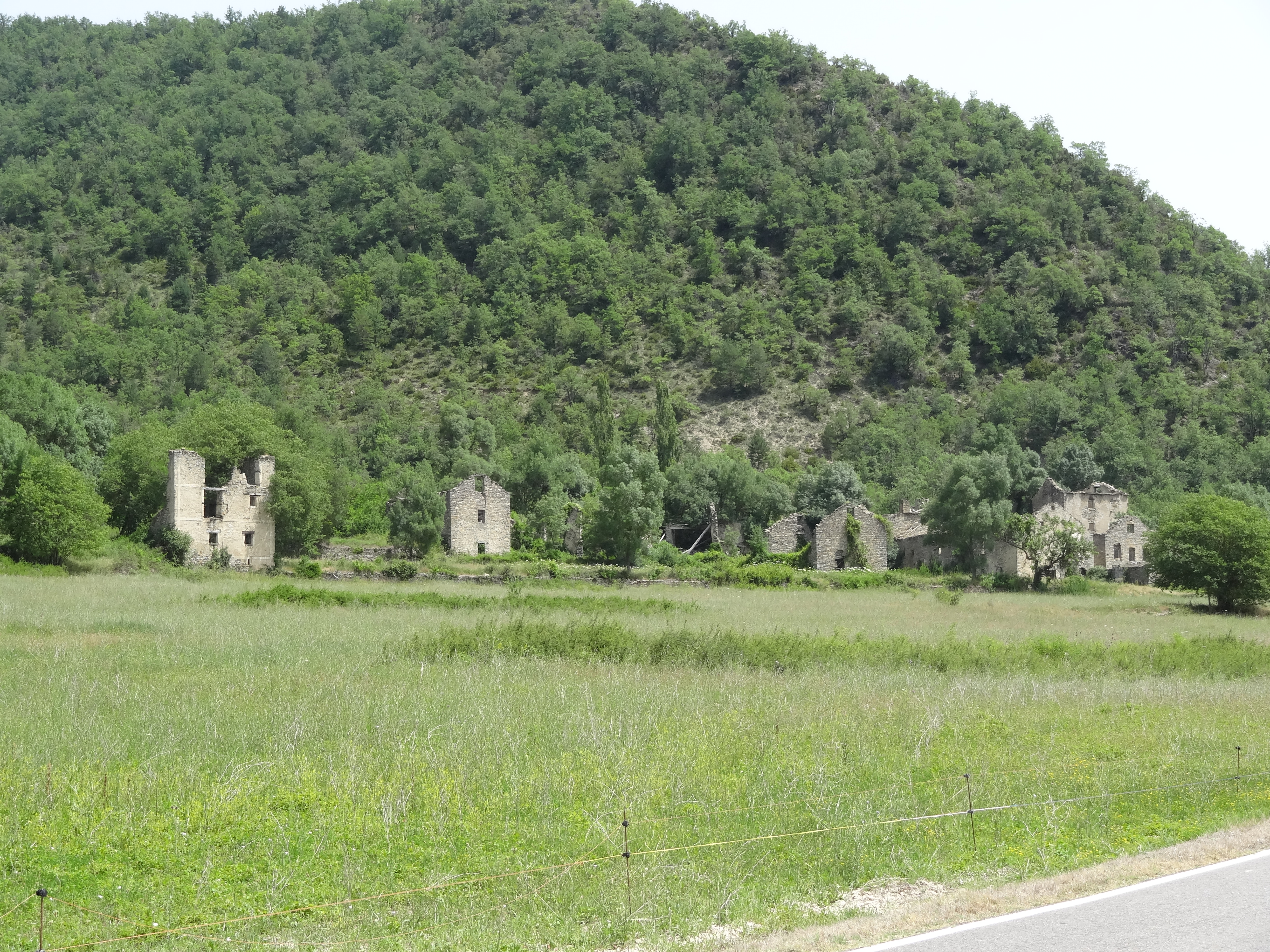
Lacort
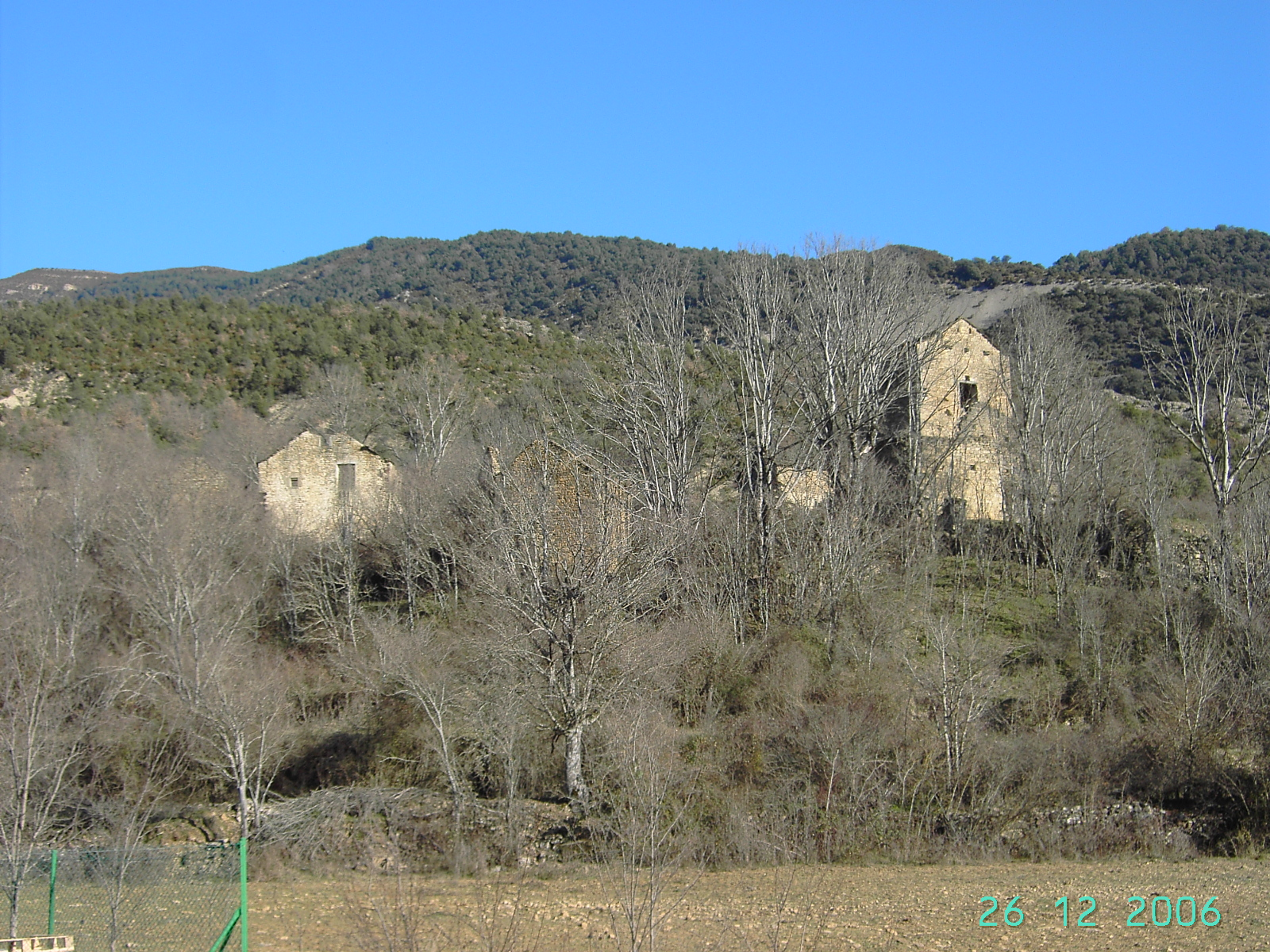
Lavelilla
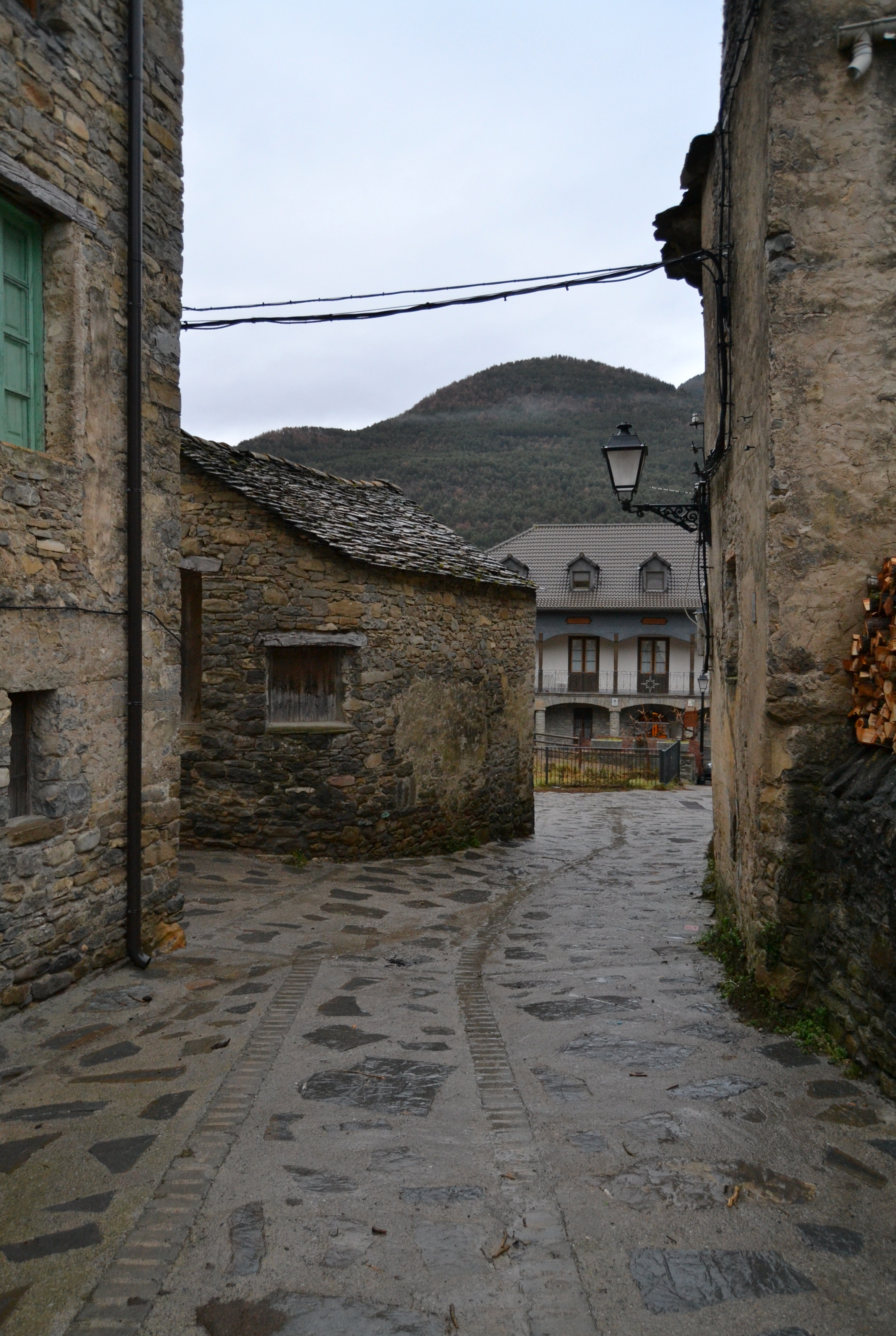
Carrer a Ligüerre d'Ara
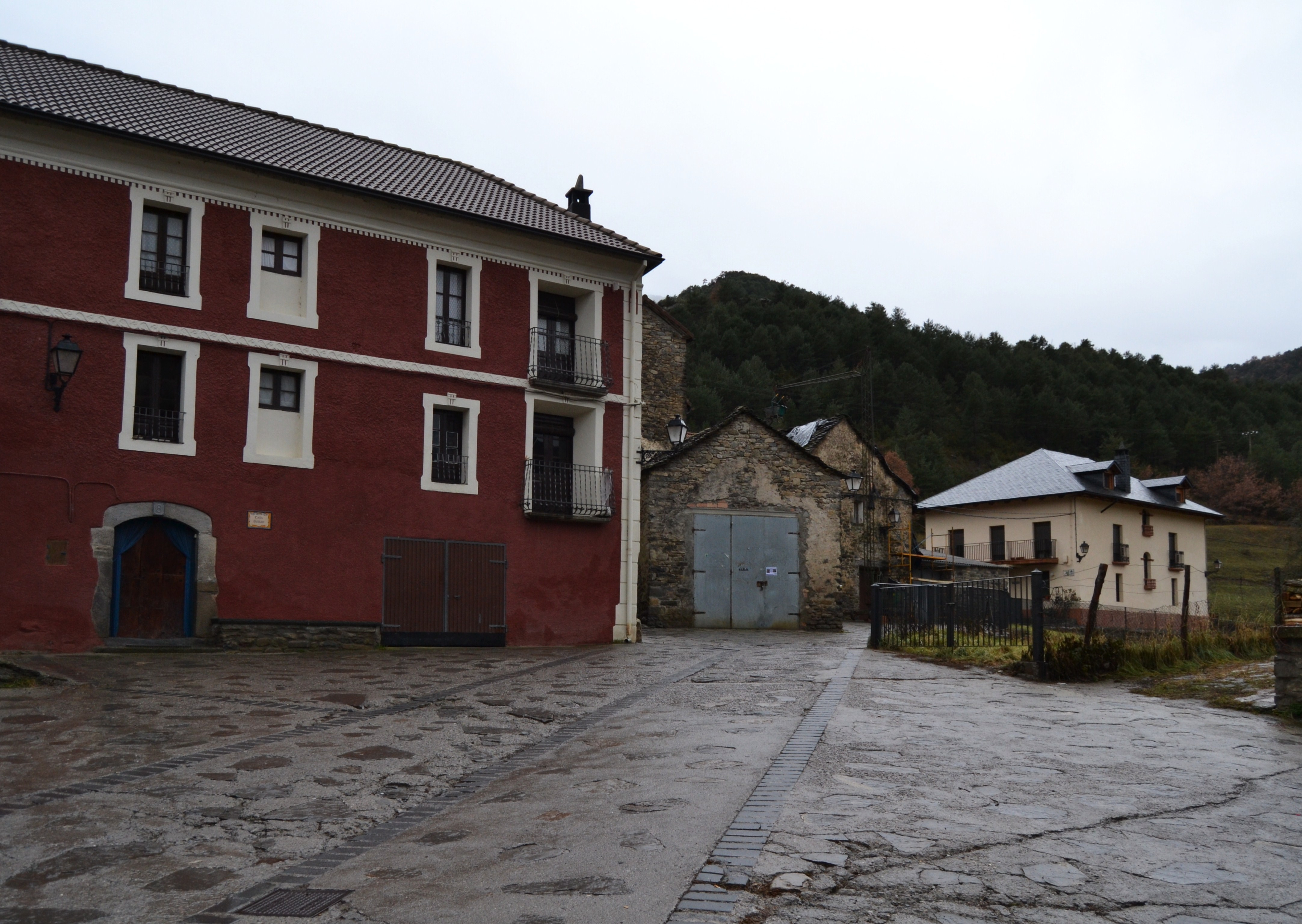
Plaça de Ligüerre d'Ara

## Publicacions
- Revista Esparvero: Publicació de l'Associació Amigos del Batán.